# Pholcus extumidus
Pholcus extumidus là một loài nhện trong họ Pholcidae. Loài này được phát hiện ở Triều Tiên và Nhật Bản.